# كليفتون (مقاطعة مونرو)
كليفتون، مقاطعة مونرو (بالإنجليزية: Clifton, Monroe County, Wisconsin)‏ هي بلدة تقع بولاية ويسكونسن في الولايات المتحدة. تبلغ مساحتها 88.3 (كم²)، وترتفع عن سطح البحر 348 م، بلغ عدد سكانها 693 نسمة في عام 2000 حسب إحصاء مكتب تعداد الولايات المتحدة وتصل الكثافة السكانية فيها 7.8 نسمة/كم2.

## وصلات خارجية
- The US50 - Cities and Towns in Wisconsin State
- Wisconsin Cities and Towns, Facts, Map, Flag, Colleges, Government, and More